# Nowy Żmigród
Nowy Żmigród è un comune rurale polacco del distretto di Jasło, nel voivodato della Precarpazia.
Ricopre una superficie di 104,54 km² e nel 2004 contava 9 402 abitanti.
È sede del Cimitero N. 8 della Prima Guerra Mondiale